# یواس‌ان‌اس میشن سن گابریل (تی-ای‌او-۱۲۴)
یواس‌ان‌اس میشن سن گابریل (تی-ای‌او-۱۲۴) (به انگلیسی: USNS Mission San Gabriel (T-AO-124)) یک کشتی بود که طول آن ۵۲۳ فوت ۶ اینچ (۱۵۹٫۵۶ متر) بود. این کشتی در سال ۱۹۴۴ ساخته شد.